# Чегдомин
Чегдоми́н (рос. Чегдомын) — селище міського типу, центр Верхньобуреїнського району Хабаровського краю, Росія. Адміністративний центр Чегдоминського міського поселення.

## Географія
Розташоване на лівій притоці Ургалу, річці Чегдомин (від евенк. дягла му — «соснова вода»), за 630 км на північний захід від Хабаровська, за 300 км на захід від Комсомольська-на-Амурі.

### Клімат
Клімат помірний мусонний з безсніжною морозною зимою і теплим вологим літом. Середня температура січня -30 °С, липня + 20 °С. Опадів випадає в середньому 680 мм на рік.

## Історія
Селище розвивалося одночасно з будівництвом шахт. Перший наметовий житловий масив на сопці був по вулиці Піонерській. У наметах розміщувалося по 5-10 сімей. Селище розділилося на дві частини — верхню і нижню. Верхня до 1960-их років називалася Стройгородок.

### Хронологія найважливіших подій в історії селища
- Початок видобутку вугілля — 1941
- Статус селища міського типу — 1949. Цього ж року була утворена Чегдоминська селищна Рада народних депутатів, її першим головою став Гаврило Пилипович Істомін.
- Статус районного центру — 1954
- Запуск Ургальського цегельного заводу — 1955
- Відкриття кінотеатру «Ургал» — 1955
- Початок роботи місцевого телебачення — 1967
- Відкриття Районного Будинку культури — 1973
- Введення телевізійної станції «Орбіта», в зв'язку з чим з'явилася можливість перегляду передач Центрального телебачення — 1976

## Населення
Населення — 13048 осіб (2010; 15303 у 2002).

## Господарство
У селищі — станція Чегдомин. Знаходиться на окремій гілці за 17 км від станції Ургал I (на головному ході Байкало-Амурської магістралі). Курсує поїзд Чегдомин — Хабаровськ.